# Nyt Syn
Nyt Syn er en dansk optikerkæde.
Nyt Syn består af 54 selvstændige danske butikker. I 1999 bekendtgjorde Profil Optik og Nyt Syn, at de sluttede sig sammen i et fælles selskab: Optik Danmark a.m.b.a.